# Peter Puller
Peter Puller (* 28. Jänner 1980 in Graz) ist ein österreichischer Journalist und PR-Berater. Bekannt wurde er 2005 mit politischem Dirty Campaigning als Mitarbeiter der Österreichischen Volkspartei (ÖVP) im Wahlkampf zur Landtagswahl in der Steiermark und erneut 2017 im Wahlkampf zur Nationalratswahl als Mitarbeiter des für die Sozialdemokratische Partei Österreichs (SPÖ) tätigen Politikberaters Tal Silberstein.

## Berufliche Karriere
Nach der Matura inskribierte Puller zunächst an der Universität Innsbruck Politikwissenschaft, kehrte aber mit Anfang 20 nach Graz zurück und begann als Journalist bei der steirischen Kronen Zeitung zu arbeiten.
Von dort wechselte er 2004 in das Pressebüro der steirischen ÖVP, wo er für den Wahlkampf zu Landtagswahl 2005 einen Leitfaden für Kampagnenmitarbeiter verfasste, in dem beschrieben wurde wie Dirty Campaigning mittels Leserbriefen geführt werden kann, die ein „probates Mittel“ seien, „um Informationen bzw. Gerüchte zu streuen, die im Rahmen der offiziellen Medienarbeit nicht eingesetzt werden dürfen“. Empfohlen wurde darin unter anderem, Franz Voves, den Spitzenkandidaten der SPÖ, mit gefälschten Leserbriefen, die um authentischer zu wirken auch Rechtschreibfehler enthalten sollen, als Faulpelz und Verhinderer darzustellen oder mit sachlich unqualifizierten Internet-Postings die Stimmung zu manipulieren. Der damalige ÖVP-Generalsekretär Reinhold Lopatka erklärte, verantwortlich für diesen Leitfaden seien „übereifrige junge Mitarbeiter“ gewesen. Als Hannes Missethon, bis dahin Landesgeschäftsführer der steirischen ÖVP, Lopatka als Generalsekretär der Bundespartei nachfolgte wechselte Puller mit ihm 2007 nach Wien und wurde Chefredakteur des ÖVP-Pressedienstes, danach zuerst Kabinett-Sprecher und dann 2010 Kabinettchef der ebenfalls aus der Steiermark kommenden Ministerin Beatrix Karl (ÖVP) im Wissenschafts- und dann im Justizministerium.
2011 machte er sich als PR-Berater selbstständig und betreute weiterhin Projekte des Wissenschaftsministeriums. 2013 gründete er zwei Einzelunternehmen für Publik-Relations-Beratung und Handel mit Heimtieren.
Zur Landtags- und Gemeinderatswahl in Wien 2015 leitete Puller den Wahlkampf der Neos und begann seine Zusammenarbeit mit Silberstein. Diskussionen und eine Untersuchung durch die Fernmeldebehörde hatte eine Massen-SMS an, nach Angaben Pullers, ca. 10.000 Empfänger zur Folge, die am Wahltag von den Neos versandt wurde. Ab 2015 befand er sich mit rund 65.000 Euro Schulden in einem Insolvenzverfahren. Für die FPÖ zu arbeiten lehnt er ab. Der Beratungsvertrag mit den Neos wurde im Herbst 2017 im Zuge der „Silberstein-Affäre“ beendet.
Im Wahlkampf zur Nationalratswahl 2017 war er als Mitarbeiter des SPÖ-Beraters Silberstein nach eigenen Angaben für die „strategische Planung und Analyse“, nach Medienberichten auch operativ für die Facebook-Seiten Wir für Sebastian Kurz und Die Wahrheit über Sebastian Kurz verantwortlich, auf denen Dirty Campaigning gegen Sebastian Kurz, den Bundesparteiobmann und Spitzenkandidaten der ÖVP betrieben wurde. Die Facebook-Auftritte bedienten teils rassistische, antisemitische und fremdenfeindliche Schemata und sollten Kurz diskreditieren. Nach der vorübergehenden Verhaftung Silbersteins in Israel wegen des Verdachts auf Bestechung und der darauf folgenden Auflösung des Beratungsvertrages durch die SPÖ hat Puller die Seiten nach Rücksprache mit Paul Pöchhacker, einem der Wahlkampfmanager der SPÖ, weiterbetrieben. Puller verneinte Kontakte zur SPÖ. Der damalige Bundeskanzler Christian Kern bezeichnete Puller hingegen noch am 5. Oktober 2017 als „einen Mitarbeiter unseres Teams“. Die SPÖ behält sich rechtliche Schritte gegen Puller vor. Ende Oktober 2017 wurde Puller als Administrator der Facebook-Seiten Wir für Sebastian Kurz und Die Wahrheit über Sebastian Kurz von der Staatsanwaltschaft ausgeforscht.
Im Verlauf der „Silberstein-Affäre“ warf Puller seinerseits Gerald Fleischmann, dem Sprecher von Kurz in dessen Funktion als Außenminister, vor, ihm bereits am 17. Juli 2017 100.000 Euro dafür geboten zu haben, Interna aus dem Wahlkampf der SPÖ an die ÖVP weiterzugeben. Von deren Seite wurde die Kontaktaufnahme bestätigt, deren Zweck sei es aber gewesen Puller anzuwerben und nicht, von ihm interne Unterlagen der SPÖ zu kaufen. Puller wollte seine Angaben mit einem gerichtlich nicht anerkannten Lügendetektortest belegen. Die ÖVP klagte Puller, neben der „SPÖ, Christian Kern, Georg Niedermühlbichler, Tal Silberstein, […], Paul Pöchhacker und Robert L. wegen der Verbreitung von kreditschädigenden, beleidigenden, rassistischen, antisemitischen und verhetzenden Inhalten“. Gerald Fleischmann klagte ihn wegen übler Nachrede. Im Jänner 2018 bot die ÖVP „ewiges Ruhen“ der zivilrechtlichen Verfahren an, was die SPÖ vorerst prüfen wolle[veraltet]. Mit Puller habe man einen Vergleich durchgesetzt.
Der Schauspieler und Kabarettist Florian Scheuba persiflierte Pullers Verantwortung in der Silberstein-Affäre. Dieser beschreibe „die von ihm im Auftrag Silbersteins gestalteten Schmutzkübelkampagnen als ‘professionelles Marktforschungsprojekt’“.
Von Juli bis September 2017 bestand ein Beratungsvertrag mit der Österreichischen Gesellschaft für Politikanalyse (ÖGP), die in Österreich das von Efgani Dönmez (ehemals Die Grünen, 2017 Kandidat der ÖVP) initiierte Projekt „Stop Extremism“ unterstützt. Aufgabe Pullers sei unter anderem der „Aufbau eines Teams zur Unterstützung des Projektes ‘Europäische Bürgerinitiative gegen Extremismus’“ gewesen. Vereinbart wurde ein Honorar von 180.000 Euro für ein Jahr. Der Vertrag wurde am 17. Juli 2017 unterzeichnet, jedoch nach ungefähr acht Wochen wieder beendet. Puller erhielt eine Aufwandsentschädigung von 1.906,17 Euro. Davor und danach habe es keine finanzielle Transaktion oder Zusammenarbeit mit Puller gegeben. Das Honorar für die 8-wöchige Tätigkeit stand nach Aussage von Puller am 6. Oktober noch aus.
2018 kampagnisierte Puller für den sozialdemokratischen Ministerpräsidenten von Mazedonien, Zoran Zaev.

## Werke
- Mit Klaus Landauf: Top-Coaching. Erreichen Sie Ihre Ziele mit den Strategien der Top-Trainer. Leykam, Graz 2002, ISBN 3-7011-7460-1.
- Georg Kirner: Ein Rucksack voller Abenteuer aus Russland und der Mongolei. Aufgezeichnet von Peter Puller. Tobias Dannheimer, Kempten 2002, ISBN 3-88881-041-8.